# Wuppie

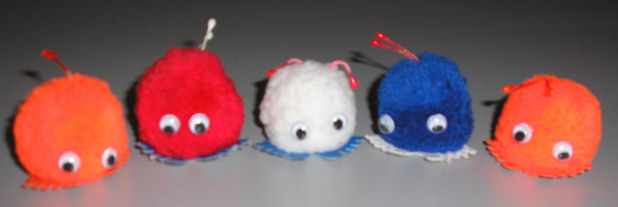
WK Wuppies

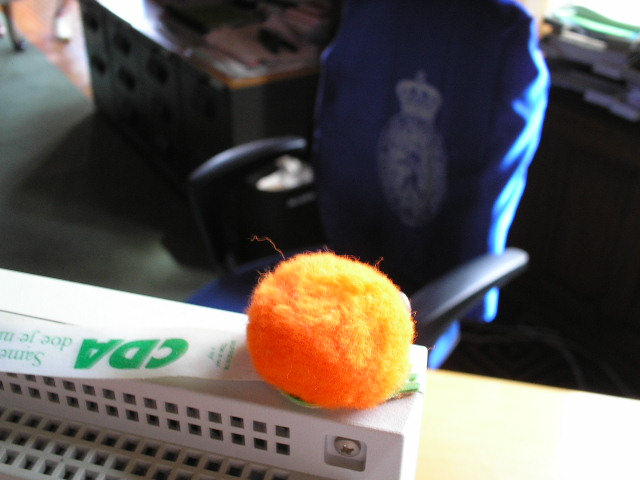
CDA-wup op een computer in de CDA-afdeling bij de Tweede Kamer

Een wuppie is een klein, pluizig knuffelbeestje dat voornamelijk wordt gebruikt als promotiemateriaal. Een wuppie heeft een bolvormig lijf met daarop ogen, een staart en grote platte voeten. Andere lichaamsdelen ontbreken meestal, al komen andere accessoires ook voor, zoals voelsprieten, armen, een neus of een petje. Ze komen voor in verschillende kleuren. De wuppies worden met de hand geplakt, waardoor de voetjes, oogjes en eventuele andere onderdelen nooit op dezelfde plek zitten. Omdat wuppies vooral worden gebruikt als promotiemiddel, worden ze vaak voorzien van een bedrukt lint, de 'staart', met daarop een tekst, bijvoorbeeld een webadres of de naam van de wuppie.

## Naamgeving
De naam Wuppie werd naar eigen zeggen bedacht door Vader Abraham als backroniem voor "World Unique Promotional Product Identity & Emotion". In de Verenigde Staten is het knuffelbeestje bekend onder de naam weepul of weeple.

## Geschiedenis
Het idee voor de wuppie ontstond toen Tom Bodt en Eduard van Wensen in de jaren 70 in de Verenigde Staten de "weeple" zagen. De weeples waren kleine katoenen balletjes met oogjes en in die periode een rage in de Verenigde Staten. Bodt en van Wensen zagen potentie in het object als verkoopproduct en introduceerden het aan het begin van de jaren 80 in Nederland. In de zoektocht naar iemand die het product goed op de markt kon zetten, kwamen zij uit bij de Nederlandse zanger Vader Abraham (Pierre Kartner), die enige tijd daarvoor ook al een groot succes had met liedjes over smurfen. Vader Abraham was op dat moment zelf ook op zoek naar een nieuw object om "'t Smurfenlied" mee te kunnen evenaren. In een interview met marketingvakblad PromZ in 2007 zei Bodt dat Kartner aanvankelijk weinig zag in de wuppies. "Ik zat al een half uur te praten als Brugman met een geopende koffer vol wuppies toen de vrouw van Pierre Kartner de kamer binnenkwam. 'Ah goh, wat een leuke dingetjes!' zei ze. Dat trok Kartner over de streep." De zanger bracht in samenwerking met het promotiebedrijf van Bodt en Van Wensen vervolgens de lp "De Wonderlijke Wuppiewereld" uit met liedjes over Wuppies, waarmee hij met het nummer "Wij zijn de Wuppies" in de zomer van 1981 de 21ste plaats behaalde in de Nederlandse Top 40.
Anno 2006 werd de wuppie gefabriceerd in Roemenië en China en door het door Bodt opgerichte promotiebedrijf Interall Group geëxporteerd naar 25 landen.

## Wuppies en het WK voetbal 2006
In juni 2006 startte supermarktketen Albert Heijn een actie met wuppies naar aanleiding van de oranjegekte rond het WK voetbal. Het bedrijf liet 15 miljoen wuppies produceren (in de kleuren rood, wit, blauw en oranje), die onder het motto "Wup Holland Wup" aan haar klanten werden uitgedeeld bij een besteding van 15 euro aan boodschappen. De oplage van de oranje wuppies telde 7,5 miljoen oranje exemplaren; van elke andere kleur waren 2,5 miljoen exemplaren geproduceerd. Aan de wuppie vond men een lintje met een spaarpunt. Wanneer men 3 spaarpunten opplakte en inleverde, kreeg men tegen bijbetaling van €2,49 een extra grote, oranje "Megawup". Van deze megawuppen zouden er 700.000 geproduceerd zijn, die daarvoor vanuit China naar Nederland werden geëxporteerd. 
Veel mensen zetten een megawup op het dashboard in de auto, in sommige gevallen ook bij trouwauto's. In de media verschenen de wuppen opvallend vaak; zo bereikte een winkeldiefstal in de Albert Heijn de landelijke pers, die gepleegd was door twee pubers die wel graag een wup wilden hebben, maar niet van plan waren om hiervoor boodschappen af te rekenen; werd breed uitgemeten hoe iemand met vier megawuppen op haar dashboard bijna een boete kreeg van 130 euro, doordat de wuppen haar het zicht op de weg zouden hebben ontnomen; bracht Radio 2 het bericht dat er auto's zouden zijn opengebroken waarin zich wuppen bevonden, en zou ook een schoolklas in Den Haag haar wuppen door een inbraak zijn kwijtgeraakt. 
Op 16 juni maakte Albert Heijn bekend dat de rage zo groot was dat de wuppies zo goed als op waren. De actie werd voortgezet met plakplaatjes. Een wuppie-plakplaatje verving de kleine wuppie en een wuppiestickervel verving de megawup. De vraag naar de échte wuppies, met name naar de megawup, bleek echter zodanig groot dat mensen hun toevlucht zochten naar veilingsites, waar inmiddels vele wuppies en megawuppen voor flinke bedragen werden aangeboden. Volgens een inschatting van de website MarketingTribune, gepubliceerd in het vaktijdschrift Distrifood was het "uitverkocht raken" van de wuppies echter een marketingtruc. De wuppies konden alleen zo snel op zijn als de omzet van Albert Heijn in de openingsweek van het WK vier keer zo hoog was uitgevallen als normaal, hetgeen nogal onwaarschijnlijk is. Niet bekend is of bij deze inschatting ook is gekeken naar het aantal wuppies dat gebruikt is voor het maken van reclamemateriaal, in hoeverre Albert-Heijnmedewerkers eenvoudiger aan een wuppie konden komen en of is meegenomen dat wuppies bij het ene filiaal al op waren, terwijl ze bij andere filialen nog volop verkrijgbaar waren.
Hoewel Nederland in de achtste finale van het WK-voetbal reeds was uitgeschakeld, werd er verwacht dat de wuppierage nog enige tijd zou aanhouden. De pers meldde dat winkels als Xenos, Blokker en de Hema in navolging van Albert Heijn ook wuppies zouden gaan verkopen.

### Wuppielied
De wuppie-actie werd gepromoot met het voor deze gelegenheid geschreven Wuppielied waarvan de tekst sloeg op het WK. Het lied, dat geschreven werd op de wijs van een oud club- of voetballiedje, werd in z'n geheel vertoond met videoclip in reclameblokken rondom de WK-wedstrijden. Het refrein bevat de zin 'Met een Wuppie Wuppie Wuppie winnen wij dat wereldcuppie, Ja we worden kampioen!'.

### Kort geding Vlemmix
Anderen probeerden mee te liften op de hernieuwde populariteit van de wuppie. Entertainer Johan Vlemmix bracht de single 'Allemaal Wuppies' uit, maar werd door Interall voor de rechter gedaagd wegens inbreuk op het merkrecht. Ook vond het bedrijf dat Vlemmix de wuppie in verband bracht met drankmisbruik. De rechter oordeelde inderdaad dat Vlemmix de copyrights had geschonden, en het lied niet meer mocht zingen en verkopen.

## Meer wuppies
In november 2006 kwamen winkelketens Albert Heijn en Blokker met Sint- en Piet-wuppies.
Op 29 april 2007 deelde de Supportersvereniging PSV wuppies uit ter ere van het behaalde landskampioenschap. De rode wuppies houden een Kampioensschaal omhoog en op het lintje stond de tekst "PSV 20x landskampioen!, het kan niet vaak genoeg". Op 20 april 2008 herhaalde PSV de wuppieactie; ditmaal met witte wuppies met kampioenschaal en de tekst "en dat is 21" op het lintje. Ook de kledingwinkel Wibra verkocht nog wuppies.
In 2013 keerden de wuppies nogmaals terug bij Albert Heijn, ditmaal als Koningswuppies. Deze waren oranje met een gouden kroontje en op het lintje stond "Dinsdag 30 april 2013", de datum van de troonswisseling.